# پیمان الیزه

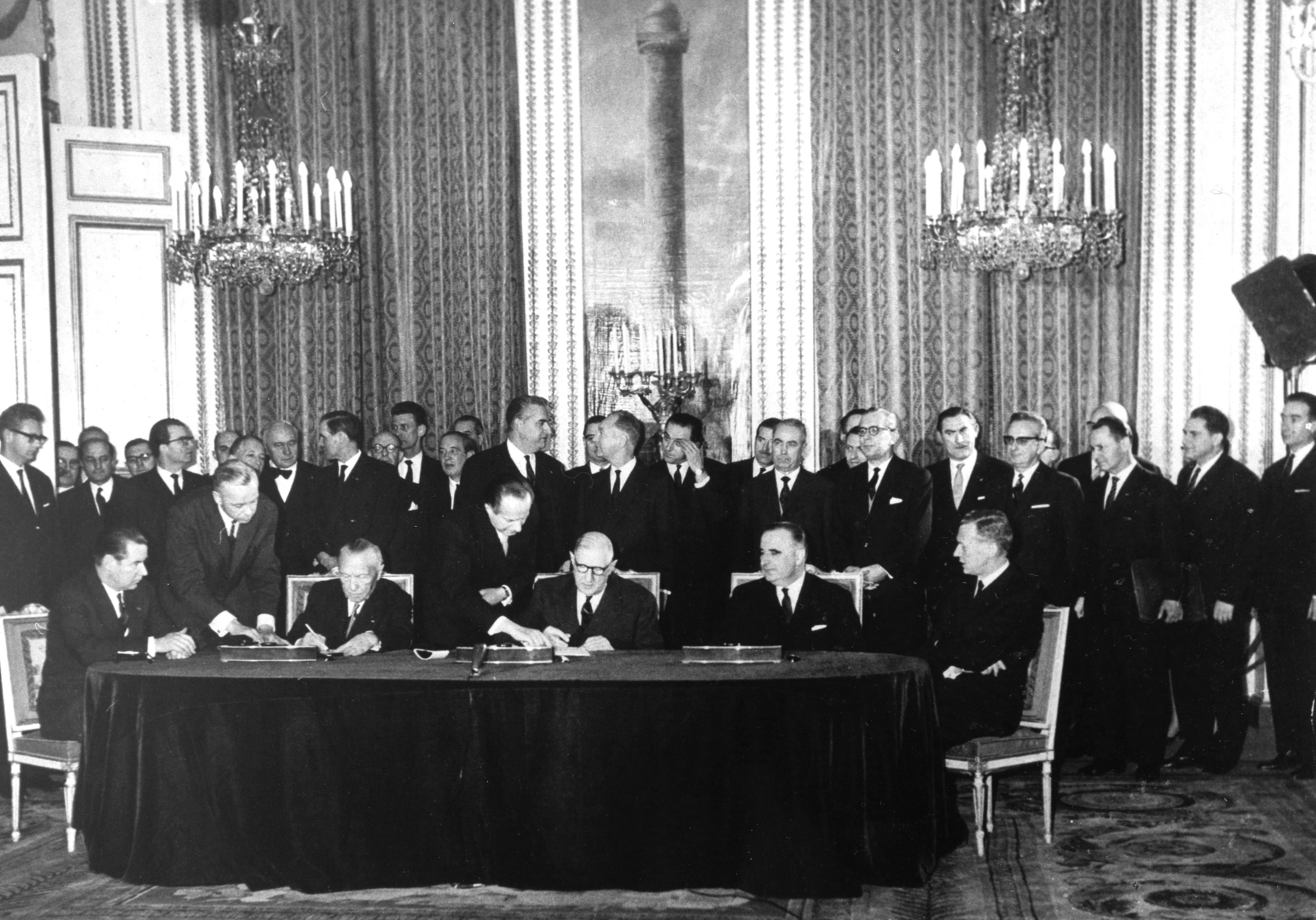
امضای پیمان در کاخ الیزه

پیمان الیزه بین فرانسه و آلمان، در تاریخ ۲۲ ژانویه سال ۱۹۶۳ (دوم بهمن ۱۳۴۱)، با هدف بهبود مناسبات دو جانبه و از بین بردن سردی ناشی از جنگ جهانی دوم، امضاء شد. قرارداد الیزه را شارل دوگل ، رئیس‌جمهور وقت فرانسه و کنراد آدناور (Konrad Adenauer)، اولین صدراعظم جمهوری فدرال آلمان امضا کردند. فرانسه و آلمان، زمانی دشمنی‌شان مثال زدنی بود و قرارداد الیزه نقش مهمی در نزدیکی این دو کشور به هم داشت.
در زمان بیسمارک، ستیز آلمان با فرانسه به اوج رسید و آلمان متحد، در کاخ ورسای بنیان گذاشته شد که نوعی تحقیر برای فرانسویان بود. وحدت آلمان از طریق شکست فرانسه، جز ایجاد فاصله و عداوت حاصلی نداشت. در واقع کینه متقابل از سال ۱۸۷۱ یعنی از زمان جنگ پروس و فرانسه و تشکیل رایش آلمان تشدید شد. سرانجام دو دولت در جنگ جهانی اول به جان هم افتادند و در تبلیغات همدیگر را شر مطلق نامیدند و درگیر شدند. که هزاران کشته و زخمی از دو طرف به دنبال داشت. آلمان سرانجام مغلوب شد و فرانسه با قرارداد ورسای انتقام شکست ۱۸۷۱ را گرفت. بعدها هیتلر شعار داد آمده‌ام تا قرارداد ورسای را لغو کنم و آلمان را از تحمیل‌های دولت‌های پیروز در جنگ جهانی اول رها سازم.
جنگ جهانی دوم پیش آمد و ویرانگری‌های بسیار به همراه داشت.
عاقبت به همت و ابتکار ژنرال دوگل، که به دیدار کنراد آدناور (دولت‌مرد محافظه‌کار آلمانی از حزب اتحادیه دموکرات مسیحی آلمان) رفت، با پیمان الیزه، دوستی با آلمان فدرال جای دشمنی را گرفت. ازجمله پیامدهای پیمان الیزه، بازار مشترک اروپا و بعدها اتحادیه اروپا بود.